# XX Pyxidis
Désignations
XX Pyxidis est une étoile variable située dans la constellation de la Boussole. Elle a une magnitude apparente qui varie légèrement autour de 11,5 et se trouve à environ 2 300 années-lumière de la Terre.
XX Pyxidis est l'un des membres les plus étudiés de la classe d'étoiles connues sous le nom d'variables de type Delta Scuti — des étoiles pulsantes à courte période (six heures au plus) qui ont été utilisées comme chandelles standard et comme sujets d'étude en astrosismologie. Les astronomes ont mieux compris ses pulsations lorsqu'il est devenu clair qu'il s'agissait également d'une étoile binaire. L'étoile principale est une étoile blanche de la séquence principale de type spectral A4V qui est environ 1,85 fois plus massive que le Soleil. Son compagnon est très probablement une étoile naine rouge de type spectral M3V, environ 0,3 fois aussi massive que le Soleil. Les deux sont très proches, étant séparées de peut-être seulement 3 fois le rayon du Soleil, et orbitent l'une autour de l'autre tous les 1,15 jours. L'étoile la plus brillante est déformée selon une forme d'œuf, et pulse dans plusieurs modes superposés 26 à 76 fois par jour.